# Египетска мангуста
Египетската мангуста или ихневмон (Herpestes ichneumon), е бозайник от семейство Мангустови.

## Разпространение
Видът обитава територии от Субсахарна Африка, района от Судан на север през Египет и Израел и някои обласи от Близкия изток. Интродуциран е в Мадагаскар, Италия, Испания и Португалия. Предпочита гористи местности, храсталаци и савани, но никога не обитава местности в близост до водни източници.

## Описание
Това е най-едрия представител от всички африкански видове мангусти. Дължината на тялото е 48 - 60 cm, а височината и е 33 - 54 cm. Теглото варира в рамките на 1,7 - 4 kg. Египетската мангуста е пясъчна на цвят козина, остра муцуна и малки уши. Има 35 - 40 зъба, като резците са добре развити с цел по-добро разкъсване на месото. Нейната дълга и груба козина варира по цвят от сив до червено-кафяв.

## Хранене
Диетата на египетската мангуста се състои главно от месо, включително гризачи, риба, птици, влечуги, земноводни и насекоми. Храни се също с плодове и яйца. Подобно на други видове мангусти, египетската напада и консумира отровни змии. Те са до десет пъти по-устойчиви от други видове на токсини, които атакуват нервната система. Те също са устойчиви на токсини, които атакуват кръвоносната система.